# خلف حائط الحديقة
خلف حائط الحديقة (بالإنجليزية: Over The Garden Wall) هو مسلسل رسوم متحركة مصغر أمريكي فكرة باتريك مكهيل لصالح كرتون نتورك. يركز المسلسل حول أخوين غير شقيقين واللذان يسافران عبر غابة غريبة لكي يجدا طريقهما للمنزل، ومع ذلك فإنهما يصادفان أشياء غريبة في رحلتهما. بدأ عرضه الأصلي على قناة كرتون نتورك الولايات المتحدة في 3 من شهر نوفمبر عام 2014 وانتهى في 7 من شهر نوفمبر عام 2014 بعدد حلقات (فصول) 10. تم بث النسخة العربية على قناة كرتون نتورك بالعربية بتاريخ 21 يونيو 2015 حتى بثت الحلقة الاخيرة في 2 يوليو 2015.

## القصة
يتحدث المسلسل عن شقيقان الكبير يدعى ويرت والصغير يدعى غريغوري وجدا انفسهما في غابة كبيرة تدعى «المجهول» و يحاولا الهروب من الغابة حيث يواجهان مشاكل وصعوبات كثيرة اخطرها الوحش الغريب الذي يجول الغابة باحثا عن الأرواح الضائعة.

## الإنتاج
بدأ إنتاج مسلسل خلف حائط الحديقة في شهر مارس عام 2014 بطلبية 10 حلقات ويعد هذا أول مسلسل مصغر عرض على كرتون نتورك هذه السلسلة منشأة بواسطة باتريك مكهيل خريج معهد كاليفورنيا للفنون وهذا العرض يستند على فيلم الرسوم المتحركة القصير تومي من المجهول والذي كتب وأخرج لصالح كرتون نتورك ستوديوز كجزء من برنامج تنمية السلاسل المصغرة الخاصة.
كان من المفترض أن يظهر هذا المسلسل لأول مرة في 2004 بقصة مريعة وأكثر استنادا إلى المغامرة قبل أن يبدأ باتريك بالعمل كمؤلف لحلقات مغامرات فلاب جاك .

## طاقم التمثيل

### النسخة الإنجليزية
- إلياجاه وود -ويرت
- كولين ديان-غريغ
- ميلاني لينسكي- بياترس
- جاك جونز- الضفدع
- كريستوفر لويد-الحطاب
- سامويل روماي- الوحش

### النسخة العربية
- عبدو حكيم - ويرت[4]
- عدي حكيم - غريغ
- سيلينا شويري - بياترس
- جيهان الملا
- إسماعيل نعنوع
- شربل أيوب
- رنا الرفاعي
- حسن مهدي
- جورج دياب - الحطاب
- جورج طويل - رجل الطريق
- فادي الرفاعي - الوحش
- سهير ناصر الدين
- جورج أبو سلبي
- جيل يوسف
- زينة ضاهر
- رالين داغر
- جهاد الزغبي - الراوي

## الحلقات
| الموسم | الموسم       | الحلقات | بثت أصلاً       | بثت أصلاً       |
| الموسم | الموسم       | الحلقات | بثت أولاً       | بثت آخراُ       |
| ------ | ------------ | ------- | -------------- | -------------- |
|        | حلقة تجريبية | 1       | 24 أكتوبر 2013 | 24 أكتوبر 2013 |
|        | المسلسل      | 10      | 3 نوفمبر 2014  | 7 نوفمبر 2014  |

### المسلسل (2014)
| رقم | عنوان                  | كتابة وستوري بورد                              | قصة                                                                     | تاريخ البث الأصلي في الولايات المتحدة | عدد المشاهدين في الولايات المتحدة (بالملايين) |
| --- | ---------------------- | ---------------------------------------------- | ----------------------------------------------------------------------- | ------------------------------------- | --------------------------------------------- |
| 1 | «الطاحونة القديمة»     | ستيف وولفهارد، ناتاشا أليغري، وزاك جورمان      | آماليا ليفاري، توم هيربيتش، وباتريك مكهيل                               | 3 نوفمبر 2014                         | 1.19                                          |
| ويرت وغريغ "غريغوري" أخوين غير شقيقين (يشتركان بأحد الوالدين)، يجد غريغ ضفدع من غير اسم ويقرر الاحتفاظ به ويحاول إعطاءه اسماً، وينتهي بهما المطاف ضائعين في الغابة على طريق عودتهم للمنزل، ويعلمون من حطاب مسن بأنهم ضائعين في غابة تدعى "المجهول" ويحذرهم من مخلوق يتربص في الغابة معروف باسم "الوحش". يأخذهم الحطاب إلى مطحنته، ويقرر ويرت وغريغ البقاء لليلة، ولكن المشاكل تتزايد عندما يترك غريغ سيل من الحلوى والتي يتبعها ذئب يعتقدان بأنه "الوحش". يكافح ويرت وغريغ للبقاء على قيد الحياة أثناء تملصهما من الذئب. في نهاية الأمر، يرسلان الذئب إلى الماء مما يكشف أنه كلب، وكشف عن أنه ليس الوحش. فإنها في نهاية المطاف يدمران طاحونة الحطاب و. ويعطي الأخوان مجموعة من الاتجاهات إلى بلدة قريبة، نقول لهم كلا الحذر المجهول. |                        |                                                |                                                                         |                                       |                                               |
| 2 | «ساعات العمل الشاقة»   | بيرت يون، آرون رينيير وباتريك مكهيل            | آماليا ليفاري، توم هيربيتش وباتريك مكهيل                                | 3 نوفمبر 2014                         | 1.19                                          |
| 3 | «مشاكل في المدرسة»     | جيم كامبل and Laura Park                       | Amalia Levari, Tom Herpich, and Patrick McHale                          | 4 نوفمبر 2014                         | 1.24                                          |
| 4 | «أغاني المصباح المظلم» | بيندليتون وارد, Bert Youn, and Steve McLeod    | Amalia Levari, Tom Herpich, and Patrick McHale                          | 4 نوفمبر 2014                         | 1.24                                          |
| 5 | «صدفة خيالية»          | Natasha Allegri and Zac Gorman                 | Amalia Levari, Tom Herpich, and Patrick McHale                          | 5 نوفمبر 2014                         | 1.55                                          |
| 6 | «أنشودة مدينة الضفادع» | Bert Youn and Nick Edwards                     | Amalia Levari, Tom Herpich, and Patrick McHale                          | 5 نوفمبر 2014                         | 1.55                                          |
| 7 | «رنين الجرس»           | Patrick McHale, Bert Youn, and Tom Herpich     | Amalia Levari, Tom Herpich, and Patrick McHale                          | 6 نوفمبر 2014                         | 1.19                                          |
| 8 | «أطفال في الغابة»      | Mark Bodnar, Jim Campbell, and Bert Youn       | Amalia Levari, Tom Herpich, and Patrick McHale                          | 6 نوفمبر 2014                         | 1.19                                          |
| 9 | «في داخل المجهول»      | Cole Sanchez, Vi Nguyen, and Zac Gorman        | Cole Sanchez, Bert Youn, Amalia Levari, Tom Herpich, and Patrick McHale | 7 نوفمبر 2014                         | 1.13                                          |
| 10 | «المجهول»              | Natasha Allegri, Jim Campbell, and Tom Herpich | Amalia Levari, Tom Herpich, and Patrick McHale                          | 7 نوفمبر 2014                         | 1.13                                          |

## إصدرارات دي في دي
تم إطلاق المسلسل المصغر على الدي في دي في الولايات المتحدة في 8 سبتمبر 2015 من كرتون نتورك ووارنر هوم فيديو. تم إصدار الدي في دي في أستراليا بتاريخ 8 يوليو 2015.

## روابط خارجية
- خلف حائط الحديقة على موقع IMDb (الإنجليزية)
- خلف حائط الحديقة على موقع روتن توميتوز (الإنجليزية)
- خلف حائط الحديقة على موقع روتن توميتوز (الإنجليزية)
- خلف حائط الحديقة على موقع نتفليكس (الإنجليزية)
- خلف حائط الحديقة على موقع ليتربوكسد (الإنجليزية)
- خلف حائط الحديقة على موقع كينوبويسك (الروسية)
- خلف حائط الحديقة على موقع قاعدة بيانات الفيلم (الإنجليزية)
- خلف حائط الحديقة في قاعدة بيانات الرسوم المتحركة الكبيرة